# 昆托-迪特雷维索
昆托-迪特雷维索（義大利語：Quinto di Treviso），是意大利威尼托大区特雷维索省的一个市镇。总面积18.97平方公里，人口9807人，人口密度517.0人/平方公里（2009年）。国家统计（ISTAT）代码为026064。